# Женская сборная Словении по гандболу
Женская сборная Словении по гандболу — национальная сборная Словении, выступающая на чемпионатах Европы и мира по гандболу среди женщин. Управляется Федерацией гандбола Словении. Четырёхкратный призёр Средиземноморских игр.

## Результаты

### Чемпионаты мира
- 1997 — 18-е место
- 2001 — 9-е место
- 2003 — 8-е место
- 2005 — 14-е место
- 2017 — 14-е место
- 2019 — 19-е место
- 2021 — 17-е место
- 2023 — 11-е место

### Чемпионаты Европы
- 2002 — 10-е место
- 2004 — 9-е место
- 2006 — 16-е место
- 2010 — 16-е место
- 2016 — 14-е место
- 2018 — 13-е место
- 2020 — 16-е место
- 2022 — 8-е место
- 2024 — 10-е место